# Élections régionales de 2005 en Rhénanie-du-Nord-Westphalie
Les élections régionales de 2005 en Rhénanie-du-Nord-Westphalie (en allemand : Landtagswahl in Nordrhein-Westfalen 2005) se tiennent le 22 mai 2005, afin d'élire les 181 députés de la 14e législature du Landtag pour un mandat de cinq ans. Du fait de la loi électorale, 187 députés sont finalement élus.
Le scrutin est marqué par la victoire de la CDU à la majorité relative, une première depuis 1975. Jürgen Rüttgers est investi ministre-président à la tête d'une « coalition noire-jaune », renvoyant le SPD dans l'opposition après 38 ans et demi au pouvoir. En raison de cette défaite, le chancelier fédéral Gerhard Schröder convoque des élections fédérales anticipées.

## Contexte
Aux élections régionales du 14 mai 2000, le SPD du ministre-président Wolfgang Clement, au pouvoir depuis mai 1998, arrive en tête avec 42,8 % des voix et 102 députés sur 231. C'est à l'époque son plus mauvais résultat en Rhénanie-du-Nord-Westphalie.
Il devance donc la CDU de l'ancien ministre fédéral Jürgen Rüttgers, qui totalise 37 % des suffrages exprimés et fait élire 88 parlementaires. La troisième place des forces politiques revient au FDP de l'ancien ministre fédéral Jürgen Möllemann, qui revient au Landtag après cinq années d'absence en rassemblant 9,8 % des suffrages et 24 sièges. Il devance donc les Grünen de la ministre de l'Environnement Bärbel Höhn, membres de la majorité depuis 1995 et qui obtiennent 7,1 % des exprimés, soit 17 élus.
Clement est ensuite investi pour un cinquième mandat, après avoir confirmé sa « coalition rouge-verte », dont Michael Vesper est vice-ministre-président et ministre de l'Urbanisme et de la Culture. Alors qu'elle réunissait en 1995 56 % des voix et 43 députés de plus que l'opposition, la majorité se contente désormais de 49,9 % des suffrages et sept sièges de mieux que ses opposants.
Le 1er mars 2002, le Landtag adopte la plus importante révision de la loi électorale depuis 1947 : le nombre total de sièges à pourvoir est pour la première fois diminué en passant de 201 à 181, ainsi que le nombre de circonscriptions uninominales, qui descend de 151 à 128. 
Pendant la campagne des élections fédérales du 22 septembre suivant, Möllemann se trouve au centre d'une polémique pour un tract considéré comme antisémite et financé illégalement. Après que le FDP a enregistré un mauvais résultat au cours du scrutin, il renonce à en assurer la présidence régionale et se trouve remplacé par Andreas Pinkwart.
Le 22 octobre suivant, Wolfgang Clement est appelé au cabinet fédéral par Gerhard Schröder en tant que ministre fédéral de l'Économie et du Travail, un « super-ministère » créé pour mettre en œuvre des réformes libérales du marché du travail. Il renonce en conséquence à exercer la direction du gouvernement du Land. Michael Vesper occupe ses fonctions par intérim et devient ainsi le premier écologiste à conduire un exécutif gouvernemental en Allemagne. Le ministre des Finances Peer Steinbrück est investi le 12 novembre ministre-président et confirme la « coalition rouge-verte ».

## Mode de scrutin
Le Landtag est constitué de 181 députés (en allemand : Mitglied des Landtags, MdL), élus pour une législature de cinq ans au suffrage universel direct et suivant le scrutin proportionnel de Hare.
Chaque électeur dispose d'une voix, qui compte double : elle lui permet de voter pour un candidat de sa circonscription, selon les modalités du scrutin uninominal majoritaire à un tour, le Land comptant un total de 128 circonscriptions ; elle est alors automatiquement attribuée au parti politique dont ce candidat est le représentant.
Lors du dépouillement, l'intégralité des 181 sièges est répartie en fonction des voix attribuées aux partis, à condition qu'un parti ait remporté 5 % des voix au niveau du Land. Si un parti a remporté des mandats au scrutin uninominal, ses sièges sont d'abord pourvus par ceux-ci.
Dans le cas où un parti obtient plus de mandats au scrutin uninominal que la proportionnelle ne lui en attribue, la taille du Landtag est augmentée jusqu'à rétablir la proportionnalité.

## Campagne

### Principales forces
| Parti | Parti                                                                              | Chef de file                              | Résultats de 2000           |
| ----- | ---------------------------------------------------------------------------------- | ----------------------------------------- | --------------------------- |
|       | Parti social-démocrate d'Allemagne Sozialdemokratische Partei Deutschlands         | Peer Steinbrück (Ministre-président)      | 42,8 % des voix 102 députés |
|       | Union chrétienne-démocrate d'Allemagne Christlich Demokratische Union Deutschlands | Jürgen Rüttgers                           | 37,0 % des voix 88 députés  |
|       | Parti libéral-démocrate Freie Demokratische Partei                                 | Ingo Wolf                                 | 9,8 % des voix 24 députés   |
|       | Alliance 90 / Les Verts Bündnis 90/Die Grünen                                      | Bärbel Höhn (Ministre de l'Environnement) | 7,1 % des voix 17 députés   |

### Sondages
| Institut                | Date       | CDU    | SPD    | Verts | FDP   |
| ----------------------- | ---------- | ------ | ------ | ----- | ----- |
| Institut                | Date       |        |        |       |       |
| Forsa                   | 19/05/2005 | 43 %   | 36 %   | 7 %   | 7 %   |
| Infratest dimap         | 15/05/2005 | 43 %   | 37 %   | 7,5 % | 7,5 % |
| Infas                   | 13/05/2005 | 43 %   | 36 %   | 7 %   | 8 %   |
| Forschungsgruppe Wahlen | 13/05/2005 | 44 %   | 35 %   | 9 %   | 7 %   |
| Infratest dimap         | 12/05/2005 | 45 %   | 37 %   | 8 %   | 7 %   |
| Forsa                   | 11/05/2005 | 45 %   | 34 %   | 7 %   | 7 %   |
| Infratest dimap         | 04/05/2005 | 45 %   | 35 %   | 8 %   | 7 %   |
| Emnid                   | 03/05/2005 | 44 %   | 34 %   | 9 %   | 7 %   |
| Forsa                   | 01/05/2005 | 45 %   | 35 %   | 7 %   | 7 %   |
| Infratest dimap         | 01/05/2005 | 45 %   | 34 %   | 9 %   | 7 %   |
| Emnid                   | 27/04/2005 | 45 %   | 34 %   | 10 %  | 6 %   |
| Emnid                   | 22/04/2005 | 45 %   | 35 %   | 9 %   | 6 %   |
| Infratest dimap         | 17/04/2005 | 45 %   | 35 %   | 8 %   | 7 %   |
| Forschungsgruppe Wahlen | 08/04/2005 | 46 %   | 36 %   | 8 %   | 6 %   |
| Infratest dimap         | 07/04/2005 | 45 %   | 34 %   | 9 %   | 7 %   |
| Emnid                   | 07/04/2005 | 45 %   | 35 %   | 9 %   | 7 %   |
| Forsa                   | 06/04/2005 | 45 %   | 36 %   | 8 %   | 6 %   |
| Infratest dimap         | 20/03/2005 | 42 %   | 35 %   | 10 %  | 7 %   |
| Emnid                   | 18/03/2005 | 43 %   | 35 %   | 10 %  | 7 %   |
| Infratest dimap         | 04/03/2005 | 43 %   | 35 %   | 9 %   | 7 %   |
| Forsa                   | 02/03/2005 | 42 %   | 36 %   | 9 %   | 7 %   |
| Infratest dimap         | 13/02/2005 | 39 %   | 37 %   | 9 %   | 7 %   |
| Forsa                   | 13/01/2005 | 39 %   | 39 %   | 9 %   | 7 %   |
| Infratest dimap         | 09/01/2005 | 40 %   | 38 %   | 10 %  | 7 %   |
| Emnid                   | 03/12/2004 | 40 %   | 33 %   | 13 %  | 8 %   |
| Forsa                   | 02/12/2004 | 39 %   | 36 %   | 11 %  | 8 %   |
| Infratest dimap         | 05/11/2004 | 40 %   | 36 %   | 11 %  | 8 %   |
| Dernières élections     | 14/05/1995 | 37,0 % | 42,8 % | 7,1 % | 9,8 % |

## Résultats

### Voix et sièges
| Parti                             | Parti                                                    | Voix       | Voix  | Sièges | Sièges        | Sièges | Sièges | Sièges        |
| Parti                             | Parti                                                    | Votes      | %     | MU1    | +/-           | Liste  | Total  | +/-           |
| --------------------------------- | -------------------------------------------------------- | ---------- | ----- | ------ | ------------- | ------ | ------ | ------------- |
|                                   | Union chrétienne-démocrate d'Allemagne (CDU)             | 3 696 506  | 44,89 | 89     | 40            | 0      | 89     | 1             |
|                                   | Parti social-démocrate d'Allemagne (SPD)                 | 3 058 988  | 37,11 | 39     | 63            | 35     | 74     | 28            |
|                                   | Alliance 90 / Les Verts (Grünen)                         | 509 293    | 6,18  | 0      | en stagnation | 12     | 12     | 5             |
|                                   | Parti libéral-démocrate (FDP)                            | 508 266    | 6,17  | 0      | en stagnation | 12     | 12     | 12            |
|                                   | Alternative électorale travail et justice sociale (WASG) | 181 988    | 2,21  | 0      | Nv.           | 0      | 0      | Nv.           |
|                                   | Parti national-démocrate d'Allemagne (NPD)               | 73 969     | 0,90  | 0      | en stagnation | 0      | 0      | en stagnation |
|                                   | Parti du socialisme démocratique (PDS)                   | 72 989     | 0,89  | 0      | en stagnation | 0      | 0      | en stagnation |
|                                   | Les Républicains (REP)                                   | 67 220     | 0,82  | 0      | en stagnation | 0      | 0      | en stagnation |
|                                   | Autres                                                   | 74 795     | 0,91  | 0      | en stagnation | 0      | 0      | en stagnation |
|                                   |                                                          |            |       |        |               |        |        |               |
| Votes valides                     | Votes valides                                            | 8 244 014  | 98,93 |        |               |        |        |               |
| Votes blancs et nuls              | Votes blancs et nuls                                     | 89 349     | 1,07  |        |               |        |        |               |
| Total                             | Total                                                    | 8 333 363  | 100   | 128    | 23            | 59     | 187    | 44            |
| Abstentions                       | Abstentions                                              | 4 897 003  | 37,01 |        |               |        |        |               |
| Nombre d'inscrits / participation | Nombre d'inscrits / participation                        | 13 230 366 | 62,99 |        |               |        |        |               |

### Analyse
Pour la première fois depuis décembre 1966, le SPD du ministre-président Peer Steinbrück n'est pas en mesure de se maintenir au pouvoir. La CDU de l'ancien ministre fédéral Jürgen Rüttgers, en tête pour la première fois depuis 1975, dispose en effet de la faculté de constituer une « coalition noire-jaune » avec le FDP d'Ingo Wolf, forte de 101 sièges sur 187.

### Conséquences
Le soir du 22 mai 2005, le chancelier fédéral Gerhard Schröder et le président fédéral du SPD Franz Müntefering annoncent la convocation d'élections législatives fédérales anticipées le 18 septembre suivant. Deux jours après le scrutin, le président régional du SPD Harald Schartau démissionne de ses fonctions.